# Nový Jimramov
Nový Jimramov (in tedesco Neu Ingrowitz) è un comune ceco situato nel distretto di Žďár nad Sázavou, nella regione di Vysočina.